# Peter Klason
Johan Peter Klason, född 4 april 1848 i Årstad, Hallands län, död 1 januari 1937 i S:t Matteus församling, Stockholm, var en svensk kemist.

## Biografi
Johan Peter Klason var son till domänintendenten Christoffer Adam Claesson och Elna Helena Billing, och härstammade från en släkt som ursprungligen hetat Claus. Johan Peter Klason var svärson till Carl Johan Hill.
Klason blev student 1868, filosofie doktor och docent i organisk kemi 1874 samt laborator 1887, allt vid Lunds universitet. 1890 utnämndes han till professor i kemi och kemisk teknologi vid Tekniska högskolan i Stockholm. 
Klason var lärjunge till Christian Wilhelm Blomstrand och författade en minnesteckning över sin lärare (i Vetenskapsakademiens Lefnadsteckningar, band 4, 1909). En serie arbeten inom den organiska kemins område särskilt över merkaptaner och andra svavelföreningar utfördes under hans Lundatid. De medförde i praktiskt hänseende en enkel bestämningsmetod för organiska sulfhydrater, som långt senare fann användning vid hans undersökning över de vid framställning av sulfatcellulosa uppkommande illaluktande ämnena, som han visade i det väsentliga utgörs av metylmerkaptan. 
Efter flytt till Stockholm övergick Klason till Blomstrands specialområde, metallerna molybden och platina. Klason behandlade dels dessa ämnen i en serie framstående experimentalundersökningar, uppställde dels en teori för de ammoniakaliska platinaföreningarna, som under tidigt 1900-tal ansågs ge det bästa uttrycket för dessa ämnens isomeriförhållanden (i "Journal für praktische chemie", bd 67). Bland arbeten av rent vetenskapligt intresse finns en originell uppsats (1906) om salpetersyrans konstitution, vari experimentella stöd meddelas för Klasons uppfattning, att salpetersyra är en s. k. persyra med formeln ON OOH. Även sina tidigaste undersökningar om organiska svavelföreningar, såsom tioglykolsyra, återupptog Klason senare. Den organisk-kemiska syntesen har att tacka Klason för den viktiga metyleringsmetoden medelst metylsulfat. Bland Klasons senare arbeten kan vidare nämnas en metod att framställa kemiskt ren metanol och etanol genom hydrolys av deras eter-svavelsyror och i förening med Evert Norlin utarbetandet av noggranna tabeller för vattenmetanollösningars specifika vikter. 
I början av 1900-talet utförde Klason i samarbete med yngre tekniker och kemister undersökningar inom två vid tiden för Sverige viktiga tekniker, nämligen torrdestillation av ved och dennas överförande i pappersmassa, och ledde med understöd av statsmedel en serie undersökningar över skogsprodukter, såsom kåda m. m., åsyftande ett rationellt tillgodogörande av virkestillgången i skogarna. Resultaten av dessa undersökningar är publicerade i Vetenskapsakademiens Arkiv för kemi och i Teknisk tidskrift samt i Jernkontorets annaler. 1909 utkom de 10 första avhandlingarna sammanfattade i ett band under titeln: Kemiskt-tekniska undersökningar rörande Sveriges industriellt viktigaste träslag. I dessa arbeten lades fram värdefulla rön angående förkolningen av ved, den första fullständiga beskrivningen av Svenskarnas urgamla framställning av trätjära. Klason skrev också om den svenska sockerhandelns och sockerindustriens historia (i Lantbruksakademins tidskrift, 1892) och utförde de första grundläggande undersökningarna rörande svenska brännmaterial, särskilt torven (i Teknisk tidskrift, 1895).
Klason angav en metod för kvantitativ bestämning av lignininnehåll i ved och i växter liksom i avlutar från massakokning. Metoden baseras på upplösning och hydrolys av de cellulosahaltiga ämnena med hjälp av svavelsyra varvid samtidigt ligninämnen erhålls som fällning, som avskiljes, torkas och väges. Metoden tillämpas än idag och den ligninfällning som bestämmes kallas allmänt för klasonlignin. Det bör noteras att en mindre andel av ligninet löses i svavelsyran och kan bestämmas med UV-spektroskopi, varför klasonlignin som mått inte inkluderar 100% av ligninet i det analyserade biologiska materialet.
Klason blev ledamot av Fysiografiska sällskapet i Lund (1877), Kungliga Vetenskapsakademien (1889), Lantbruksakademien (1890) och Vetenskapssocieteten i Uppsala (1905). Han blev 1918 hedersledamot av Lantbruksakademien, ledamot av Verein der Zellstoff- und Papier-Chemiker und Ingenieure samt av Association la cellulose och kallades 1920 till en av Ingenjörsvetenskapsakademiens (IVA) åtta första hedersledamöter. Han tilldelades IVAs stora guldmedalj 1928, med motiveringen för hans forskningsarbete inom cellulosakemien. 1929 tilldelades han Ekmanmedaljen.